# ريتشارد بدر
ريتشارد بدر هو كيميائي كندي، ولد في 15 أكتوبر 1931 في كيتشنر في كندا، وتوفي في 15 يناير 2012 في بيرلينجتون في كندا.

## وصلات خارجية
- الموقع الرسمي